# Chi Dẽ giun
Chi Dẽ giun (danh pháp khoa học: Gallinago) là một chi chim trong họ Dẽ (Scolopacidae). Các loài dẽ giun này khá giống nhau, với mỏ rất thanh mảnh và bộ lông kỳ bí. Phần lớn có đời sống khá đặc biệt, thường chỉ đi kiếm ăn lúc rạng đông hay lúc chạng vạng. Chúng tìm kiếm thức ăn là các động vật không xương sống trong bùn bằng cách dùng mỏ dài để mổ như "máy khâu".

## Các loài
- Gallinago solitaria - Dẽ giun cô độc
- Gallinago hardwickii - Dẽ giun Latham
- Gallinago nemoricola - Dẽ giun lớn hay dẽ giun gỗ
- Gallinago stenura - Dẽ giun châu Á hay dẽ giun nhọn đuôi
- Gallinago megala - Dẽ giun Swinhoe
- Gallinago nigripennis - Dẽ giun châu Phi
- Gallinago macrodactyla - Dẽ giun Madagascar
- Gallinago media - Dẽ giun to
- Gallinago gallinago - Dẽ giun thường
- Gallinago delicata - Dẽ giun Wilson
- Gallinago paraguaiae - Dẽ giun Nam Mỹ hay dẽ giun Magellan
- Gallinago nobilis - Dẽ giun quý phái
- Gallinago undulata - Dẽ giun khổng lồ
- Gallinago stricklandii - Dẽ giun Fuego
- Gallinago jamesoni - Dẽ giun Andes
- Gallinago imperialis - Dẽ giun hoàng đế

Các mẩu xương hóa thạch của một số loài Gallinago chưa được miêu tả, trông tương tự như của dẽ giun to đã được phát hiện trong các trầm tích Hậu Miocen hay Tiền Pliocen (khoảng 5 Ma) tại Lee Creek Mine, Hoa Kỳ.